# Bibhutibhushan Bandopadhyay
Pour les articles homonymes, voir Bandopadhyay.
Bibhutibhushan Bandopadhyay (bengali : িবভূিতভূষণ বন্দ্যোপাধ্যায়) ou Bibhouti Bhousan Banerji (parfois orthographié Banerjee), est un romancier et écrivain bengali né le 12 septembre 1894 et mort le 1er novembre 1950. Son roman autobiographique La Complainte du sentier (Pather Panchali) est son œuvre la plus connue. Elle est adaptée au cinéma par Satyajit Ray en 1955, ainsi que la suite L'Invaincu (Aparajito), dans la trilogie d'Apu.

## Biographie
Bibhutibhushan naît le 12 septembre 1894 dans la maison de son oncle maternel, au village de Ghoshpara-Muratipur, dans le district de South 24 Parganas au Bengale (désormais au Bengale-Occidental en Inde). Son père, Mahananda Bandyopadhyay, est un spécialiste du sanskrit et un kathakara, conteur-danseur professionnel.
Son enfance se déroule dans une pauvreté extrême. Néanmoins, il réussit à achever un premier cycle d'études en histoire, même s'il n'a pas les moyens de s'inscrire en deuxième cycle à l'université de Calcutta. La charge de l'entretien de sa famille repose sur ses épaules.
Il se marie, mais son épouse, Gouri Devi, meurt en couches après à peine un an de vie commune. Les thèmes de la mort et de la solitude sont désormais des éléments récurrents de ses premières œuvres.
Avant de se consacrer pleinement à l'écriture, Bibhutibhushan exerce divers métiers pour subvenir à ses besoins. Il enseigne, devient secrétaire, administre un domaine.
En 1921, il publie sa première nouvelle, Upekshita, dans Probashi, un des principaux magazines littéraires du Bengale de l'époque. Toutefois, il ne retiendra l'attention des critiques qu'à partir de 1928, avec la publication de son premier roman, La Complainte du sentier (Pather Panchali). Avec ce roman, il accède immédiatement au rang des grands noms de la littérature bengalie.
À 46 ans, il épouse Rama Chattopadhayay, qui a la moitié de son âge. En 1947, elle donne naissance à leur fils Taradas.
Bibhutibhushan est doté d'une robuste constitution et effectue de longues randonnées quotidiennes dans les bois. Il emmène en général un carnet avec lui car il aime écrire dans un cadre sauvage.
Le 1er novembre 1950, il meurt d'une crise cardiaque lors d'un séjour à Ghatshila ; il avait 56 ans.

## Critique
On doit à Bibhutibhushan 16 romans et plus de 200 nouvelles. La Complainte du sentier (Pather Panchali) est considéré comme son chef-d'œuvre. Il fait partie du programme du certificat d'études secondaires en Inde pour les étudiants qui choisissent le bengali.
Selon Humayun Azad, le roman La Complainte du sentier surpasse son adaptation cinématographique, ce qui n'est pas forcément une opinion répandue, car la trilogie d'Apu est considérée comme faisant partie des meilleurs films de l'histoire du cinéma. Toutefois, l'absence d'une bonne traduction de Pather Panchali pose un problème délicat aux lecteurs anglophones : la seule traduction disponible est une version tronquée du roman. Martin Seymour-Smith, dans son Guide to Modern World Literature publié en 1973, qualifie Bandopadhyay (il utilise la forme Banerji) de « peut-être le meilleur de tous les romanciers indiens modernes » et déclare « il n'y a probablement rien dans la littérature indienne du XXe siècle en prose ou en poésie, qui arrive au niveau de Pather Panchali ». À noter que la traduction française, elle aussi incomplète, ne comprend pas les derniers chapitres de la version originale bengalie à propos de l'installation de la famille d'Apu à Bénarès.
Les œuvres de Bibhutibhushan sont pour la plupart au sujet de la vie des ruraux du Bengale. Ses écrits s'animent de personnages de la campagne, à la fois vibrants et complètement ordinaires.
Bibhutibhusan est un extraordinaire créateur de littérature d'aventures pour les adolescents. Ses Chander Pahar, Hira Manik Jwale et Maraner Donka Baje sont des aventures mettant en scènes de jeunes héros bengalis qui visitent des lieux tels que la jungle africaine, les montagnes du Richtersveldt, le désert du Kalahari, les ruines d'antiques villes impériales hindoues dans les îles indochinoises, la Chine pendant la seconde guerre sino-japonaise. Ses histoires tablent sur l'esprit aventureux des enfants et explorent aussi sa propre nature aventureuse, et son profond amour de la nature ainsi que des peuples, lieux et cultures du monde.

## Œuvres

### Romans
- La Complainte du sentier (Pather Panchali), traduit du bengali par France Bhattacharya, Paris, Gallimard, coll. « Connaissance de l'Orient », 1969 ; rééd., Gallimard, coll. « L'Imaginaire », 2008  (ISBN 978-2-07-012178-6)
- L'Invaincu (Aparajito - suite de La Complainte du sentier)
- De la forêt (Aranyaka), traduit du bengali par France Bhattacharya, Paris, Zulma, coll. « Littérature », 2020  (ISBN 978-2-84304-942-2)
- Chander Pahar
- Heera Manik Jwale
- Maraner Danka Baje
- Adarsha Hindu Hotel
- Ichhamati
- Dristi Pradeep
- Debjan
- Bipiner Sangsar
- Anubartan
- Ashani Sanket
- Kedar Raja
- Dampati
- Sundarbane Sat Batsar
- Dui Bari
- Mismider Kabach

### Quelques recueils de nouvelles
- MeghaMallar
- Mauriphool
- Jatrabadol